# Susana y los viejos (Gentileschi, Pommersfelden)
Susana y los viejos es un cuadro de la pintora italiana Artemisia Gentileschi. Fue ejecutado en 1610. Se trata de una pintura al óleo sobre lienzo, que mide 170 cm de alto y 121 cm de ancho. Actualmente se conserva en el Castillo de Weissenstein de Pommersfelden (Alemania).
Es notable por ser la primera pintura de Gentileschi de la que se puede confirmar su autoría y por tomar una perspectiva femenina de la situación retratada, presentando a una Susana aterrada por los viejos que la acosan, en lugar de mostrarla coqueta o simplemente tímida como otros artistas lo hicieron.
La pintura está inspirada por el pasaje bíblico de la historia de Susana, abordado por la propia Gentileschi en otras versiones (en 2023 fue encontrado en un almacén de la Colección Real del Reino Unido otro cuadro de la artista sobre la misma temática) y por distintos artistas principalmente de la pintura veneciana del siglo XVI y en Roma desde el siglo XVII, tales como Tintoretto, Annibale Carracci, Veronese, Rembrandt (en más de una ocasión), Pedro Pablo Rubens, Domenichino, Badalocchio, Lorenzo Lotto, Anton van Dyck, Guercino, Francesco Hayez, Caballero de Arpino, Alessandro Allori y Jean François Millet, entre otros.
Rubens inventó un nuevo tipo de escena que definió como ni sacra ni profana, aunque el tema se tomase de la Biblia. Ejemplos típicos de este tipo de escena son Agar o Susana y los viejos. En esta versión del tema elaborada por Gentileschi, el gesto de uno de los viejos (que silencia a Susana llevándose el dedo a los labios) aparece también en la pintura sobre el mismo tema de Rubens (Galería Borghese, Roma).